# 魔王 (ゲーテ)

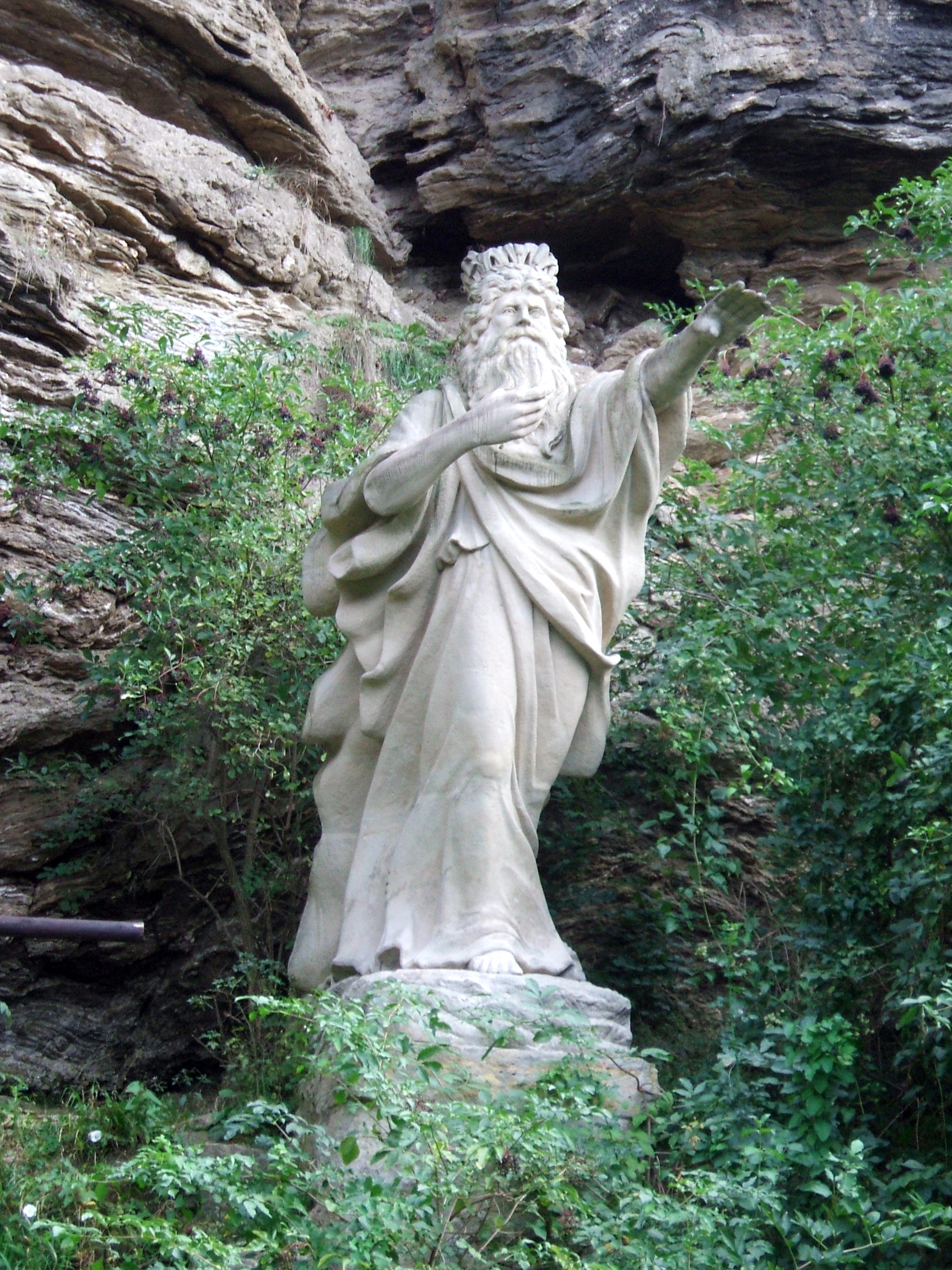
魔王の像（ドイツ、イェーナ）

『魔王』（まおう、Der Erlkönig）は、ゲーテの詩。超自然的な存在である魔王（本稿の伝承の節も参照のこと）によって襲われた子供の死を描写している。この詩はゲーテによって1782年のジングシュピール『漁師の娘』（Die Fischerin）の一部として作詞された。
この詩は多くの作曲家によって歌曲の詞として用いられた。中でも最も有名なのがシューベルトによるD 328、作品 1である。これはシューベルトの生前において彼の最も有名な歌曲であった。他にもカール・レーヴェによって同時期に作曲されたものなどが知られる。
　

## 概要
デンマークの民間のバラードをヨハン・ゴットフリート・ヘルダーがドイツ語訳した『ハンノキの王の娘』をもとに、ゲーテが自由に作り直したものである。
ゲーテの詩は、少年が父によって馬に乗りながら家へ連れ帰られる途中の場面から始まる。“Hof”は「宮廷」の意味もあるが、「庭」や「農場」なども意味し、最終的に連れ帰られた場所は明確ではない。
当初この詩は、子供が漠然とした病名不明の病気で危篤状態にあり、死神の妄想を見ているだけではないかという印象を与える。その後、詩はより奇怪な展開を見せ、子供の死によって幕を閉じる。
一説によれば、ゲーテが友人宅を訪れた際、夜遅くに暗い人影が何かを抱え、馬に乗って急いで門を通っていくのを見たという。翌日ゲーテと友人は、農夫が病気の息子を医者のところへ連れて行ったのだと教えられた。この出来事と後述の伝承とが詩の主な着想になったという。
なお、上記のジングシュピールでは、冒頭において漁に出た花婿と父の帰りを待つ娘ドルトヒェン（Dortchen）が網の修繕をしながら口ずさむ形でこの詩は登場する。初演に当たっては、この娘役の歌手コローナ・シュレーターが自身で詩に作曲したが、その音楽は簡素で民謡調の長調の曲である。実際、ゲーテが好んだカール・フリードリヒ・ツェルターやヨハン・フリードリヒ・ライヒャルトもシュレーター同様に民謡調の音楽をこの詩に付けている。

## シューベルトの作曲
シューベルトが1815年に作曲した『魔王』は、このゲーテの詩を歌詞にした1人の歌手とピアノのための歌曲である。シューベルトはこの曲を3回改稿し、第4版を1821年に『作品 1』として出版した。彼の死後は、オットー・エーリヒ・ドイチュの分類によりD 328の番号で識別されている。1820年12月1日にウィーンの私的な集会で初めて演奏された。一般への初演は1821年3月7日にウィーンのケルントナートーア劇場で行なわれた。
4人の登場人物、すなわち語り手、父親、息子、魔王は1人の歌手によって歌われるのが通常であるが、ごく稀に4人の歌手によって別々に歌われることもある。シューベルトは4人をそれぞれ異なる音域に配置し、それぞれに固有のリズムを持たせている。またそれぞれの人物に異なる声音を使おうとする歌手が多い。
1. 語り手は中音域で短調を使う。
2. 父親は低音域で長調と短調の両方を使う。
3. 息子は高音域で、恐怖を表現するために短調を使う。
4. 魔王の声は長調でアルペジオの伴奏に合わせて上下にうねり、鮮やかなコントラストを見せる。魔王のパートはピアニッシモと指示されており、子供を恐怖によって脅すよりも、むしろ誘惑するような効果を狙って作曲されている。子供は、その甘い誘惑の声に恐怖を募らせるのである。

『魔王』は恐怖を呼び起こす素早い音階の演奏と、馬の早駆けを模したオクターヴ奏法の3連符から始まる。後者のモチーフは作品全体を通して用いられる。息子の叫びは後になるほど高く、大きくなっていく。終わり間近では音楽が早まることで父親が馬を急がせることを表現する。目的地への到着とともに音楽はゆっくりとなり、ピアノは一旦止まる。「その腕の中で子は死んでいた」と歌われ、劇的な終止で結ばれる。
この作品は歌唱・演奏が極めて困難な曲として知られる。歌手は登場人物を演じ分けることを要求され、伴奏のピアニストは詩の劇的さと切迫性を表現するために、和音とオクターヴの素早い繰り返しを演奏する必要があるためである。

## 伝承
『魔王』の話はデンマークで「Elveskud」と呼ばれる伝説に基づいており、その伝説に従って書かれたデンマークのバラードをヨハン・ゴットフリート・ヘルダーがドイツ語に翻訳した『ハンノキの王の娘』（Erlkönigs Tochter）がゲーテの詩の元になっている。これはヘルダーが1778年に出版した『歌の中の人々の声』（Stimmen der Völker in Liedern）という民謡を集めた本に収録されている。ただし、ヘルダーの作品は結婚式を控えた男を魔王の娘が襲う内容で、ゲーテの詩とは大きく異なっている。
魔王（Erlkönig）がどのようなものであるかは様々な議論がある。ドイツ語の Erlkönig は文字通りには「ハンノキの王」を意味する。対応する英語の Erlking は通常「妖精の王」（Elf King）と解釈されるが、それに当たるドイツ語は「Elfenkönig」になる。よく聞かれる説としては「Erlkönig」がデンマーク語で妖精の王を意味する「ellekonge」または「elverkonge」の誤訳だとするものである。しかし、ゲーテはむしろその「ハンノキの王」から、樹木の精霊の王として魔王を設定し、想像力を膨らませたのである。
ドイツおよびデンマークの伝承では魔王は死の前兆として登場し、その意味ではアイルランドのバンシーに似ている。魔王は死に瀕した人物の前に現れる。魔王の姿かたちや表情が、これからその人物に訪れる死の内容を表す。苦しい表情であれば苦しい死であるし、穏やかな表情であれば穏やかな死であるという。
別の解釈としては、妖精の王に触れられた者は必ず死に至るという伝承が元になったという説もある。

## 日本での扱い
日本では『魔王』の題名で親しまれている。シューベルトの歌曲として大木惇夫と伊藤武雄の共訳とともに中学校の音楽の教科書に載っており、授業で触れられるため、ゲーテの詩の中でも一般に対する知名度がとくに高いものの一つである。
日本語訳は数多く、たいていの『ゲーテ詩集』に入っている。訳したのは、幡谷正雄、藤森秀夫、大山定一、高橋健二、竹山道雄（岩波文庫『ゲーテ詩集』二）、小塩節（『Die Liebe　ゲーテ詩集』北水）、星野慎一、井上正蔵、生野幸吉（『ゲーテ全集』）などである。

## 備考
派生作品
- 『Der Erlkönig』 - 演奏：Hypnotic Grooves、朗読：Jo van Nelsen、1999年ドイツ[4]
- 『Earlkings legacy』 - 演奏：Bad Eggz、歌：クリスティアン・ブリュックナー、2002年ドイツ
- 『Dalai Lama』 - ラムシュタイン、2004年、ドイツ
- 『Erlkönig』 - Forseti、ドイツ（年代不明）
- PlayStation Portable用ゲーム『バイトヘル2000』にシューベルト版「魔王」を使ったミニゲームがある。
- 映画『魔王』（1996年ドイツ、監督：フォルカー・シュレンドルフ、主演：ジョン・マルコヴィッチ）は、ミシェル・トゥルニエの小説『魔王』を原作にしている。少年をさらう主人公が、ゲーテの詩の魔王と重ねて描かれる。

言及
- 志賀直哉の小説『暗夜行路』にも、コントラルト（女性の低声歌手）が歌う『魔王』を聞く場面がある。